# 30 octobre 1998

## Naissances
- Meimi Tamura, chanteuse japonaise

## Décès
- Bulldog Turner (né le 10 mars 1919), joueur et entraîneur de football américain
- Apo Lazaridès (né le 16 octobre 1925), cycliste français
- Elmer Vasko (né le 11 décembre 1935), hockeyeur canadien
- Stéphane Dermaux (né le 13 juillet 1929), homme politique français
- Marian Konarski (né le 8 décembre 1909), peintre polonais
- Heinz Westphal (né le 4 juin 1924), homme politique allemand
- Guido De Santi (né le 16 mai 1923), cycliste italien

## Découvertes astronomiques
- Découverte de l'astéroïde (101383) Karloff
- Découverte de l'astéroïde (27092) 1998 UY22
- Découverte de l'astéroïde (27093) 1998 UB23
- Découverte de l'astéroïde (15431) 1998 UQ32

## Autres événements
- Le fromage Valençay est protégé par une appellation d'origine protégée
- Sortie de l'album These Are Special Times
- Sortie du jeu vidéo Chevaliers et camelots
- Début de la diffusion de la série Siska en Allemagne
- Fin du gouvernement de Vladimír Mečiar et début du grouvernement de Mikuláš Dzurinda en république slovaque
- Remaniement du gouvernement Simítis II en Grèce

- Finale de la Coupe des États-Unis de soccer 1998
- Fin du Championnat d'Afrique de football féminin 1998
- Fin du Championnat de Russie de football 1998

- Arthur Williams devient champion du monde poids lourds-légers de boxe anglaise au détriment d'Imamu Mayfield
- Sortie américaine  d'American History X